# Chauffe-eau thermodynamique
Un chauffe-eau thermodynamique est une installation de production d'eau chaude sanitaire dont l'une des sources de chauffage est une pompe à chaleur, l'autre étant généralement électrique mais pouvant brûler du gaz, du fioul, etc.

## Description
Un chauffe-eau thermodynamique exploite une « source chaude » (généralement l'air ambiant, parfois la sortie d'air de la VMC) en plus d'un moyen de chauffage plus classique.
Ce système de chauffage hybride permet de bénéficier des deux technologies mises en œuvre. D'une part, le chauffage primaire peut être la récupération d'énergie thermique de l'air extérieur, de la sortie d'une VMC, etc. voire d'un chauffe-eau solaire dans le cas du chauffe-eau thermodynamique héliothermique ; d'autre part, le chauffage d’appoint est généralement électrique, mais peut brûler du gaz, du fioul, etc. Il assure la continuité de la production d'eau chaude quelle que soit la température de l'air utilisé comme source[réf. nécessaire].

## Rendement
Comme dans toute pompe à chaleur, l'énergie dépensée pour produire une certaine température sera d'autant plus faible que l'écart de température entre la source et celle de l'eau chaude souhaitée sera faible. Le rendement sera d'autant meilleur que la température extérieure n'est pas trop basse. En France métropolitaine un chauffe-eau thermodynamique sera plus efficace dans le Sud-Ouest (où la température de l'air est relativement constante) ou les vallées du Sud-Est où les hivers sont plus doux que dans la moitié nord. En haute montagne l'air très froid l'hiver donnera difficilement de l'eau bien chaude.
Pour une température de l'air de 15 °C le Coefficient de performance (COP) peut atteindre 3,7. Par contre, l'air rejeté pouvant atteindre une température négative doit être envoyé vers un endroit ne craignant pas ce type de température ni le gel.